# Juan Alberto Belloch
Juan Alberto Belloch Julbe (Mora de Rubielos, Teruel, 3 de febrero de 1950) es un magistrado y político español. Ha sido vocal del Consejo General del Poder Judicial (1990-1993), ministro de Justicia e Interior con Felipe González (1993-1996), alcalde de Zaragoza (2003-2015), senador y diputado. Ejerció como magistrado en la Audiencia Provincial de Zaragoza hasta su jubilación el 3 de febrero de 2022.

## Biografía

### Formación
Licenciado en Derecho por la Universidad de Barcelona, ingresó en la carrera judicial en 1976 y su primer destino como juez lo cubrió en el Juzgado de Instrucción y Primera Instancia de la isla de La Gomera. Sucesivamente fue destinado a Berga, Vich y Alcoy. En el año 1980 es trasladado al País Vasco. Magistrado desde 1981, fundó en 1984 la Asociación Pro Derechos Humanos del País Vasco y fue nombrado portavoz del colectivo progresista de magistrados Jueces para la Democracia. También fue fundador de la Asociación de Magistrados Europeos para la Democracia y las Libertades, organización de la que en 1984 fue vicepresidente. En 1985 fue presidente de la Sección Segunda de lo Penal de la Audiencia Provincial de Vizcaya. El 3 de noviembre de 1988 fue nombrado por el Consejo General del Poder Judicial (CGPJ) presidente de la Audiencia Provincial de Vizcaya, cargo en el que permaneció hasta 1990, en que, el 30 de octubre, fue elegido vocal del CGPJ por el Congreso de los Diputados a propuesta del PSOE. Belloch es miembro de la Real Sociedad Vascongada de Amigos del País.

### Carrera política

#### Superministroy Diputado

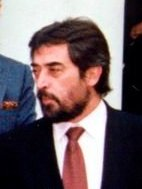
Belloch fotografiado en enero de 1996.

El 14 de julio de 1993, fue designado ministro de Justicia en el cuarto gobierno de Felipe González. El 5 de mayo de 1994, sucedió como ministro de Interior a Antoni Asunción que había dimitido tras la fuga de Luis Roldán, que fue capturado durante su mandato, y asumió las dos carteras, la de Interior y justicia. Al asumir dos carteras de tanto peso como Justicia e Interior, fue apodado por los medios de comunicación como el superministro. En sus dos años como biministro, Belloch vivió momentos complicados por la gran actividad terrorista de ETA, el GRAPO, que en 1995 secuestró a Publio Cordón en Zaragoza, o las investigaciones judiciales de Garzón por los GAL. Siendo ministro se produjo la controvertida captura de Luis Roldán en Laos con la intervención del exagente Paesa, que posteriormente simuló su muerte. Como principales medidas durante su mandato destacan dos: la Ley del Tribunal del Jurado, que introdujo el Jurado Popular como mecanismo de participación ciudadana en la Justicia, y la aprobación del nuevo Código Penal (1995). Ya en 1993 había sido galardonado con el título de "Defensor del Jurado 1993" de la Asociación Pro-Jurado por su compromiso de remitir al Parlamento un proyecto de ley regulador del jurado. Cesó como ministro el 6 de mayo de 1996.
El 28 de marzo de 1996 quedó en situación de excedencia voluntaria en la carrera judicial para poder afiliarse al Partido Socialista. Tras afilarse en mayo, fue elegido diputado independiente por la circunscripción electoral de Zaragoza en los comicios generales de ese mismo año. En el Congreso de los Diputados, fue vocal suplente de la Diputación Permanente, vocal de la Comisión Constitucional y portavoz de la comisión de Justicia e Interior. En el seno del PSOE es presidente de la Comisión ejecutiva Regional de los socialistas aragoneses desde la celebración del XI Congreso regional. El 26 de junio de 1998, resultó elegido candidato socialista, en elecciones primarias, a la Alcaldía de Zaragoza para los comicios del 13 de junio de 1999.

#### Concejal de Zaragoza y senador
- Belloch se presentó como cabeza de lista a las elecciones municipales del 13 de junio de 1999 para el Ayuntamiento de Zaragoza con un programa electoral que proponía la celebración de la Exposición Internacional de 2008 como conmemoración del bicentenario de Los Sitios de Zaragoza de 1808. Sin embargo, en aquellas elecciones obtuvo el 29,78% de los votos, y su rival, Luisa Fernanda Rudi (Partido Popular), fue reelegida alcaldesa. No obstante, el PP en el ayuntamiento zaragozano, a la llegada de José Atarés a la alcaldía en 2000, asumió la idea de celebrar una Exposición Internacional en 2008. En las elecciones generales del 12 de marzo de 2000 resultó elegido senador por Zaragoza.

#### Alcalde de Zaragoza (2003-2015)
- En las elecciones municipales del 25 de mayo de 2003, el PSOE consiguió la victoria con 114.952 votos (33.90%) y 12 concejales, frente a los 110.747 votos (32.66%) y 11 concejales del Partido Popular.[2] Tras pactar con Chunta Aragonesista, que consiguió 62.211 votos (18.34%) y 6 concejales, alcanzó la mayoría absoluta en la primera votación del Consistorio zaragozano. El 14 de junio de ese mismo año fue investido Alcalde de la capital aragonesa.[3] En la oposición quedaron el PP y el Partido Aragonés (PAR). Su primer mandato estuvo marcado por el impulso definitivo de la candidatura de Expo Zaragoza 2008 y la consecución de la misma en París el 16 de diciembre de 2004, frente a Salónica (Grecia) y Trieste (Italia). Otro de los hitos de la política municipal del bipartido PSOE-CHA fue el descarte del proyecto de nuevo estadio de fútbol en Valdespartera que había aprobado el anterior Consistorio. Frente a ese proyecto, Chunta diseñó una remodelación de La Romareda, manteniendo la instalación en la misma ubicación. Sin embargo, este proyecto fue paralizado por un juez el mismo día que debían comenzar las obras tras admitir a trámite sendas demandas del PAR y del PP.[4]

- En las elecciones locales del 27 de mayo de 2007, volvió a ser elegido alcalde de Zaragoza, con 13 concejales y 115.723 votos, frente a los 103.191 votos obtenidos por el PP.[5] No obstante, pactó una nueva coalición en el Consistorio con el conservador Partido Aragonés.[6] En este mandato la prioridad fue la celebración de Expo Zaragoza 2008, la concesión en ese mismo año de una nueva Expo Internacional como Expo Paisajes 2014, la Candidatura de Zaragoza-Pirineos para los Juegos Olímpicos de Invierno de 2022, la derrota de la Candidatura a Capital Europea de la Cultura 2016, la construcción de la primera fase del nuevo Tranvía de Zaragoza y el cambio del ciclo económico, con el comienzo de la crisis mundial y consiguiente deterioro de las arcas públicas.

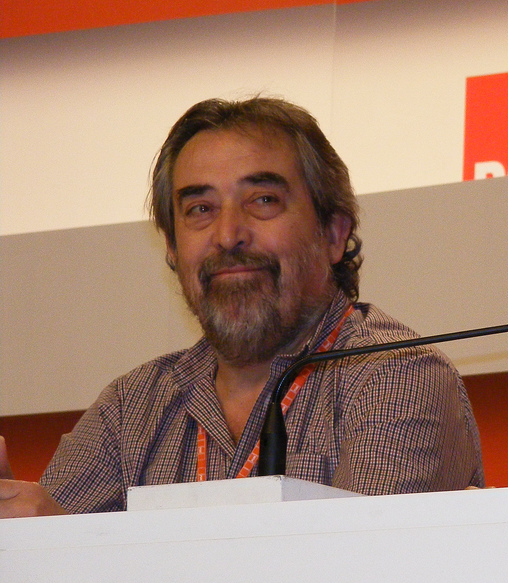
Belloch, en el año 2011.

- Cuatro años después, en las elecciones municipales del 22 de mayo de 2011, el PP, encabezado por Eloy Suárez, consiguió 15 concejales y 131.350 votos. El PSOE, con Belloch a la cabeza, sumó 10 concejales y 86.395 votos.[7] El PSOE perdió en todos los distritos de la ciudad, excepto en el de Las Fuentes.[8] Sin embargo, Belloch continuó ocupando la alcaldía gracias al apoyo de los concejales de Chunta Aragonesista e Izquierda Unida. Se alcanzó un pacto entre los tres partidos y con sus 16 concejales obtuvo la mayoría absoluta.[9] A cambio, Belloch hubo de renunciar a la realización de Expo Paisajes 2014 y a la Candidatura de Zaragoza-Pirineos 2022.[10] El 20 de noviembre de ese mismo año, día en el que se celebraron las elecciones generales anticipadas en España, Belloch fue elegido senador por la circunscripción electoral de Zaragoza.[11] El 18 de septiembre de 2014 anunció su renuncia a presentarse como candidato del PSOE a la alcaldía de la capital aragonesa en las elecciones municipales de 2015.[12]

En enero de 2013, se publicó un estudio que realizó el Tribunal de Cuentas, correspondiente al año 2010, en donde se supo que Belloch fue el alcalde mejor pagado de España, con un sueldo anual de 121.466 euros.
El legado de 12 años de gestión
El acontecimiento que más marcó su alcaldía, y con ello a la ciudad y su fisionomía, fue la concesión en 2004 y posterior celebración de la Exposición Internacional de 2008 (del 14 de junio al 14 de septiembre). Ello trajo a la capital aragonesa unas inversiones que alcanzaron los 2500 millones de euros. Su legado se puede dividir de forma básica por cuatro cuestiones:
- La deuda municipal más elevada de la historia de Zaragoza: Belloch dejó la deuda municipal en 870,7 millones de euros, la cuarta más elevada de un municipio en España. En septiembre de 2015, una auditoría encargada por el nuevo gobierno municipal reveló una deuda oculta de 110 millones de euros adicionales.[17] El 16 de junio del año siguiente, el Banco de España publicó que Zaragoza era la segunda ciudad española más endeudada con 1.093 millones de euros.[18]

- La modernización urbanística, la expansión hacia el sur y la mejora de las infraestructuras: la celebración de la Expo 2008 conllevó grandes inversiones como la nueva terminal del aeropuerto de Zaragoza, la primera línea de Cercanías de Zaragoza, el Parque Metropolitano del Agua Luis Buñuel, la urbanización del meandro de Ranillas con grandes iconos arquitectónicos, el cierre del Tercer y Cuarto cinturón, el puente del Tercer Milenio, la Pasarela del Voluntariado, el Azud Manuel Lorenzo Pardo o la restauración de las riberas del Ebro, el Gállego, el Huerva y el Canal Imperial de Aragón como zonas verdes. Durante los mandatos de Belloch la ciudad aceleró su crecimiento hacia el sur: se consolidan Valdespartera y Rosales del Canal y se inician Parque Venecia, Puerto Venecia, Pla-Za y Arcosur. Por otro lado, se apuesta de la bicicleta como medio de transporte habitual en la ciudad (servicio BiZi y crecimiento exponencial de los carriles bici), se renueva gran parte de la red de tuberías de suministro público de agua para disminuir los continuos reventones, se construyen varios colectores de aguas pluviales para evitar los reiterados daños de las tormentas en puntos concretos, se desarrolla el corredor verde Oliver-Valdefierro, se renueva la casi totalidad de las instalaciones deportivas municipales, se construye el pabellón Siglo XXI, se construye del eje Norte-Sur de tranvía (Línea 1) o la Milla Digital, entre otras cuestiones.

- Una política de grandes eventos: tras celebrar la Expo 2008, Belloch lanzó las candidaturas de Zaragoza a Expo Paisajes 2014, que fue concedida pero su organización se desechó en 2011, Zaragoza-Pirineos para los Juegos Olímpicos de 2022, cuya candidatura se desechó en 2011, y la Capitalidad Cultural Europea 2016, que ganó San Sebastián en 2011.

- Asignaturas pendientes: En sus tres mandatos Belloch no fue capaz de sacar adelante algunas de sus promesas electorales y grandes cuentas pendientes de la ciudad como las reformas integrales de la Avenida de Valencia, Avenida de Cataluña, Avenida de Miguel Servet, Avenida de Navarra, la prolongación de la Avenida de Tenor Fleta o el cierre de la Orla Este (Barrio de Las Fuentes).

El 13 de junio de 2015 cedió su bastón de mando al candidato de Zaragoza en Común, Pedro Santisteve poniendo así fin al mandato más largo de un regidor de Zaragoza en periodo democrático (12 años).

### Carrera profesional posterior
El 16 de abril de 2015, Belloch tomó posesión como magistrado de la Audiencia Provincial de Zaragoza, tras haberse dado de baja del PSOE. El 21 de noviembre de ese mismo año recibió la medalla de oro de la Junta Coordinadora de Cofradías de la capital aragonesa.
El 28 de enero de 2020, le fue concedida la medalla de oro de la ciudad de Zaragoza.
Dos años después, el 3 de febrero de 2022, se jubiló como magistrado de la Audiencia de Zaragoza al cumplir los 72 años.
El 3 se abril de ese mismo año, comenzó a colaborar como articulista en El Periódico de Aragón.
El 22 de junio de 2023, salieron a la venta sus memorias tituladas: Una vida a larga distancia. Memorias de un juez y político independiente.

## Vida personal
Está casado con la periodista Mari Cruz Soriano desde el 19 de diciembre de 2002. La boda civil la ofició el concejal socialista Jerónimo Blasco en el Ayuntamiento de Zaragoza. Juan Alberto Belloch había casado civilmente a Jerónimo Blasco unos meses antes.
Belloch es hijo del juez José María Belloch Puig, gobernador civil de Huelva (1976-1977), Guipúzcoa (1977), y Barcelona (1977-1980).[cita requerida]